# 9-es számú Országos Kéktúra szakasz
A 9-es számú Országos Kéktúra szakasz 58,9 km hosszúságú, a Bakonyon halad át Zirc és Csókakő között.
| jelzés | azonosító     | útvonal | hossz km | infók |
| ------ | ------------- | --- | -------- | ----- |
|        | OKT-091 I.9/1 | Zirc, vá.- Nagyesztergár - Szilvás - Veimpuszta - Cser-hát - volt Lajkómalom - Bakonynána                                                                                                 | 9,5      |       |
|        | OKT-908       | OKT-908 Bakonynána - OKT bekötő útszakasz | 0,6      |       |
|        | OKT-092 I.9/2 | Bakonynána - volt Prémmalom - Erdész emlékmű (Római-fürdő) - Gaja-patak - Vadalmás malom - Szentkút - Jásd                                                                                | 5,0      |       |
|        | OKT-909       | OKT - Jásd bekötő útszakasz | 0,9      |       |
|        | OKT-093 I.9/3 | Jásd - Siska-kút - Siska-kúti-üregek - Tés - Csőszpuszta (Alba Regia barlangkutató állomás)                                                                                               | 4,2      |       |
|        | OKT-094 I.9/4 | Csőszpuszta - Galamb-berek - Hamuház (Csikling vár) - Tűzköves-völgy - Tűzköves-árok - védett geológiai feltárás - Erdei szentély - Kisgyónbánya, bányászemlékmű - Kisgyón                | 6,9      |       |
|        | OKT-910       | Kisgyónbánya - OKT bekötő útszakasz | 0,3      |       |
|        | OKT-095       | Kisgyón - Dóra-hegy - Köves-domb - Eszenyi-rét - Csernyei-dűlő - Burok-part - Kisházi-páskom - Páskum-dűlő - Bakonykúti                                                                   | 11,5     |       |
|        | OKT-096       | Bakonykúti - Bakonykúti-puszta - Bogrács-hegy - kőfejtő - Vontató-hegy-alja - Vaskapu-hegy-alja - Fehérvárcsurgói-víztározó - Fehérvárcsurgó, Becsali büfé                                | 8,0      |       |
|        | OKT-097       | Fehérvárcsurgó, Becsali büfé - Kövecses-hegy - kilátóhely - műút - Pisztrángos-tó - Ádám-Éva fa - Gaja-szurdok - Varjúvár - kilátóhely - sípálya - Bodajk() - Fenyő bisztró - Csókakő vm. | 10,3     |       |

OKT = Országos Kéktúra

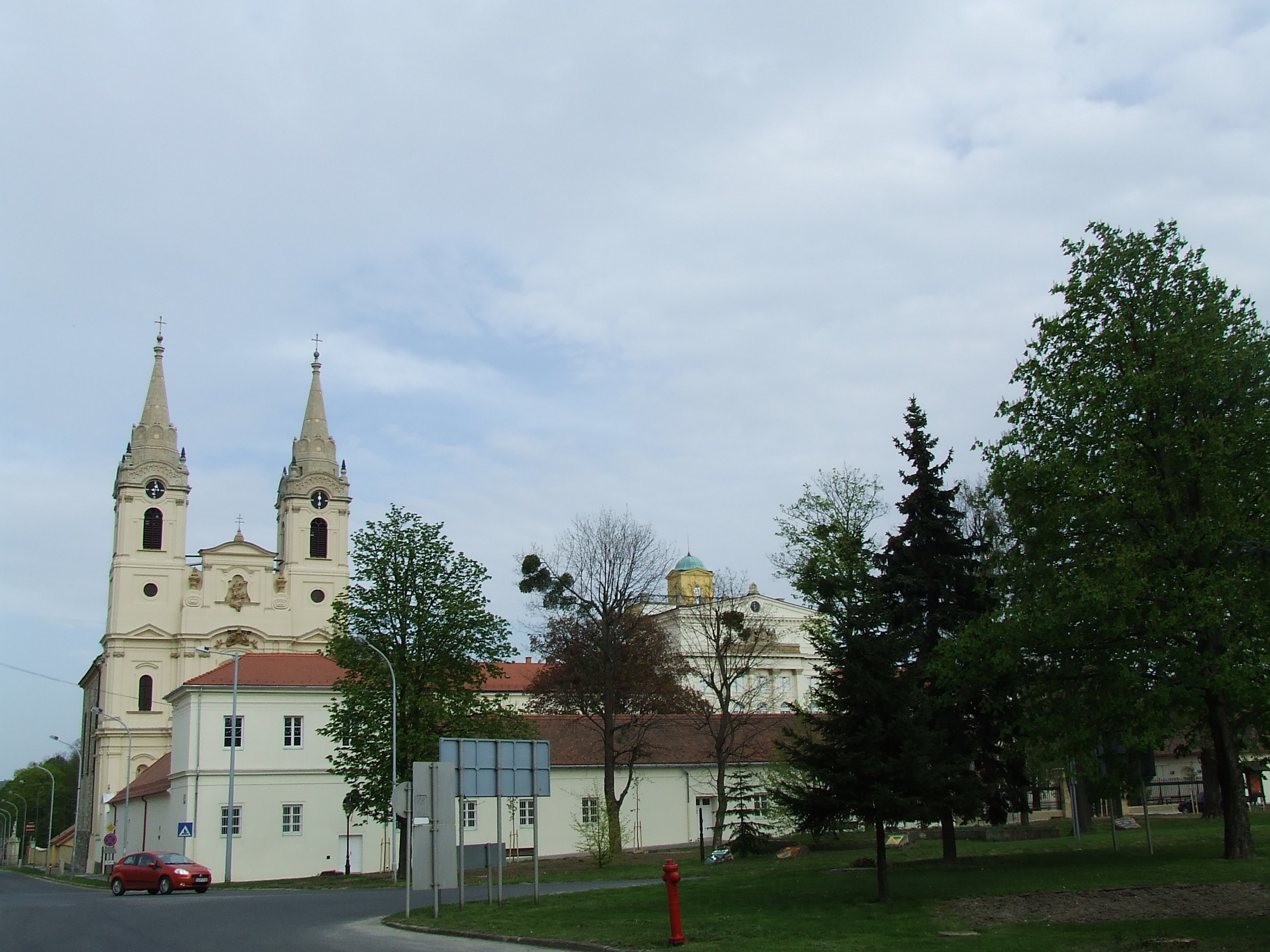
Zirc
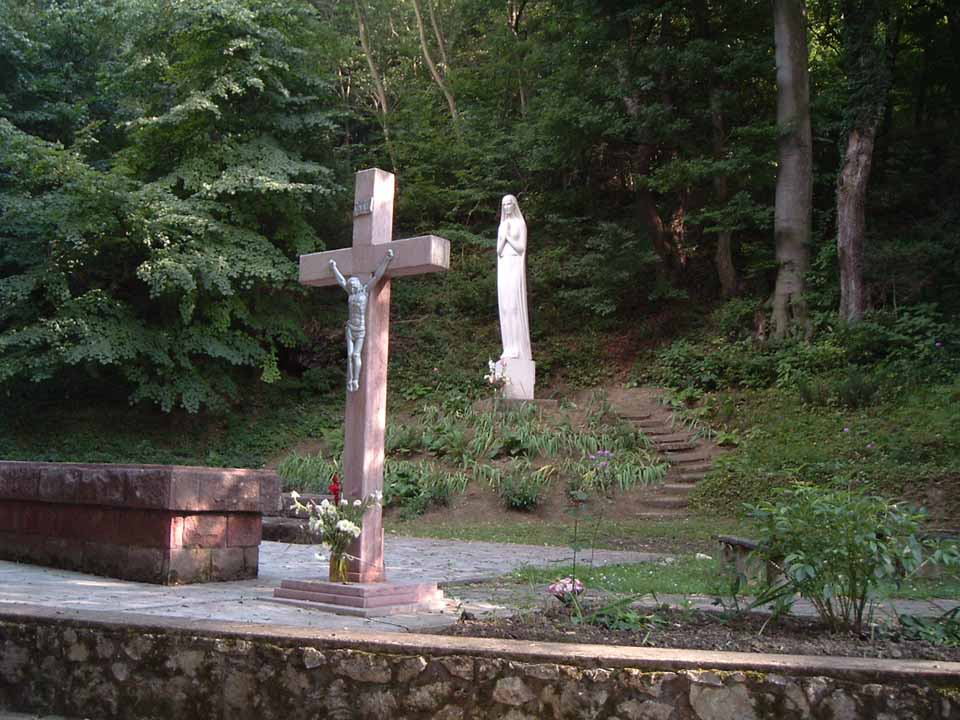
A jásdi Szentkút
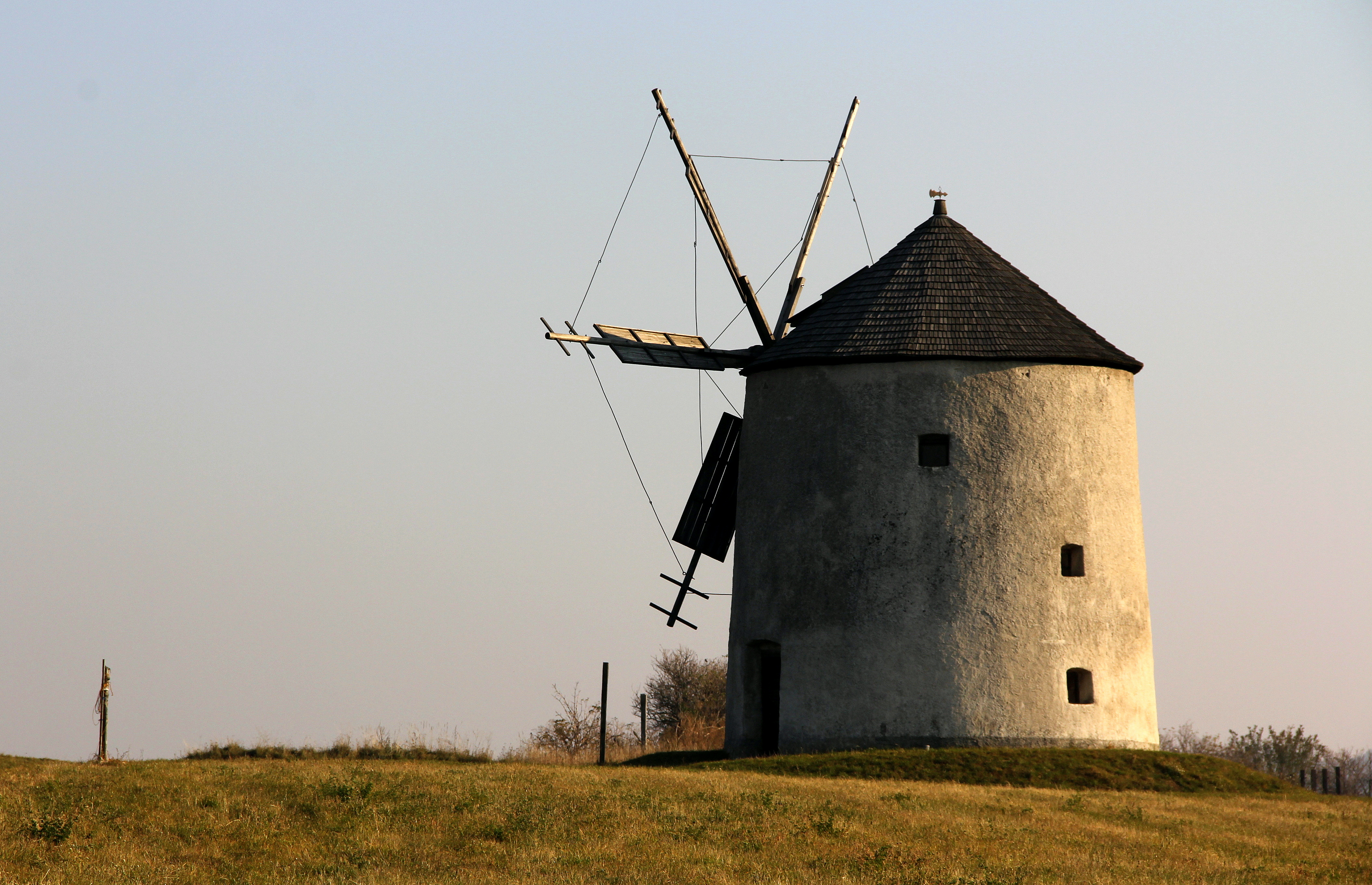
Tési szélmalom
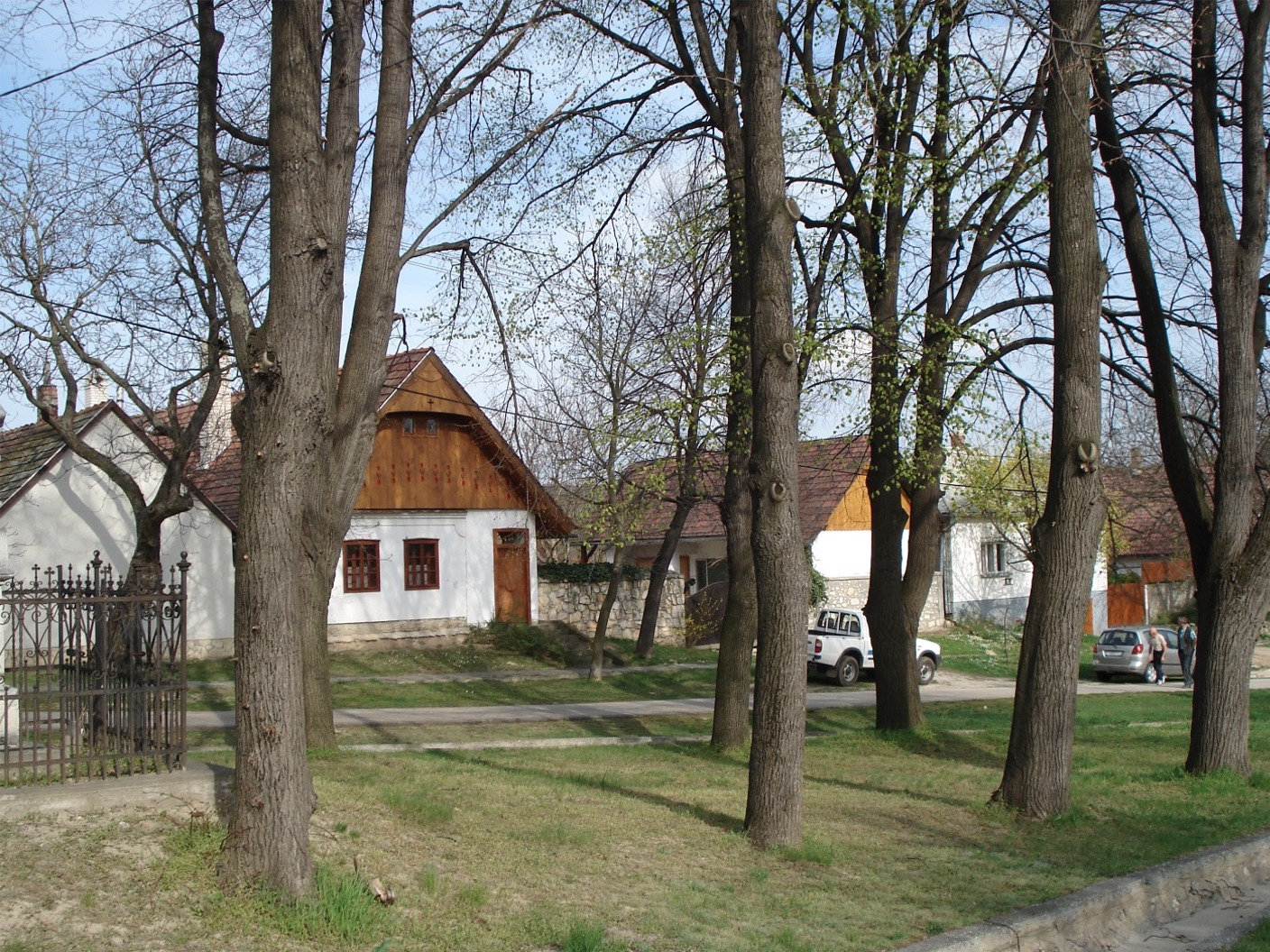
Bakonykúti
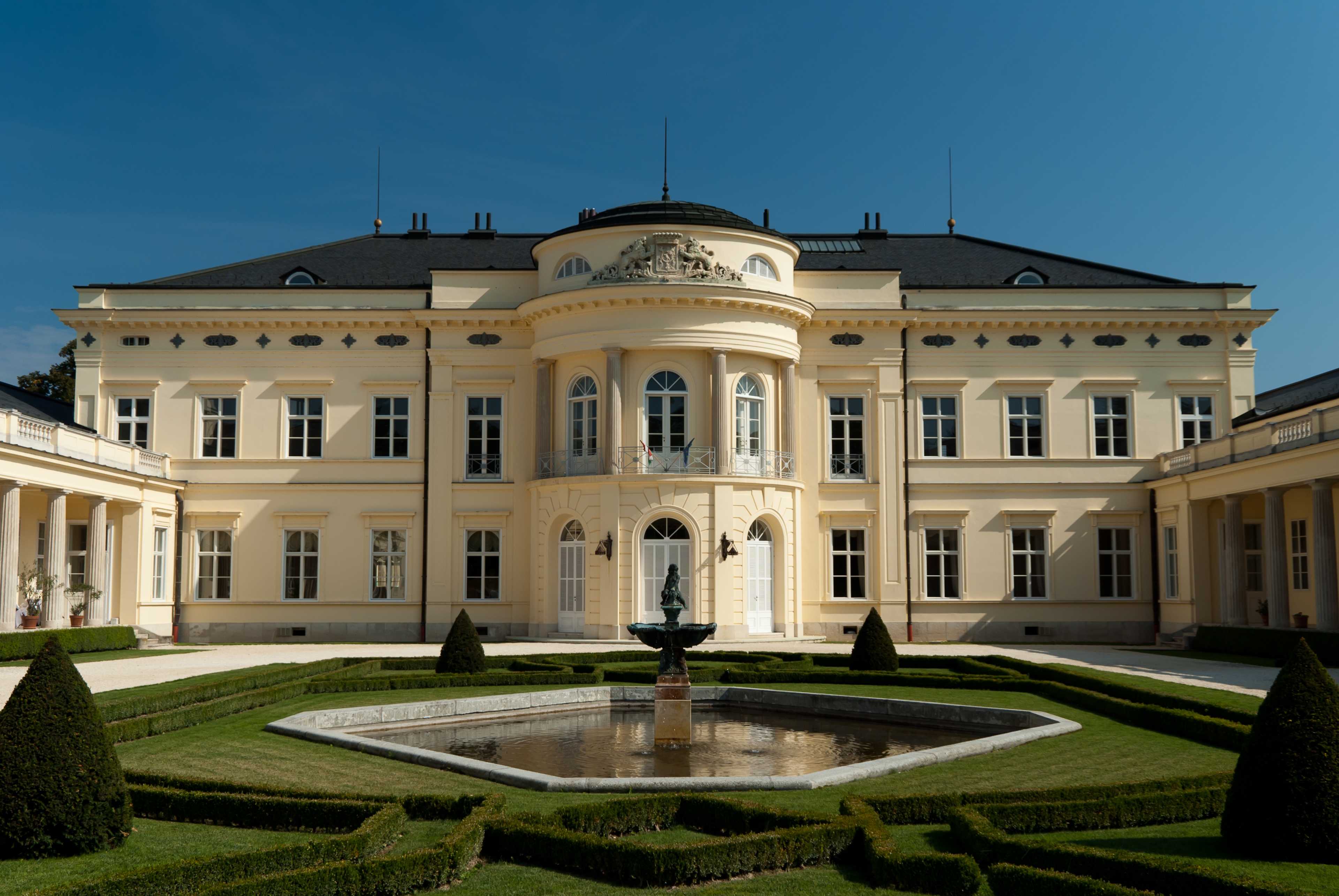
A fehérvárcsurgói Károlyi-kastély
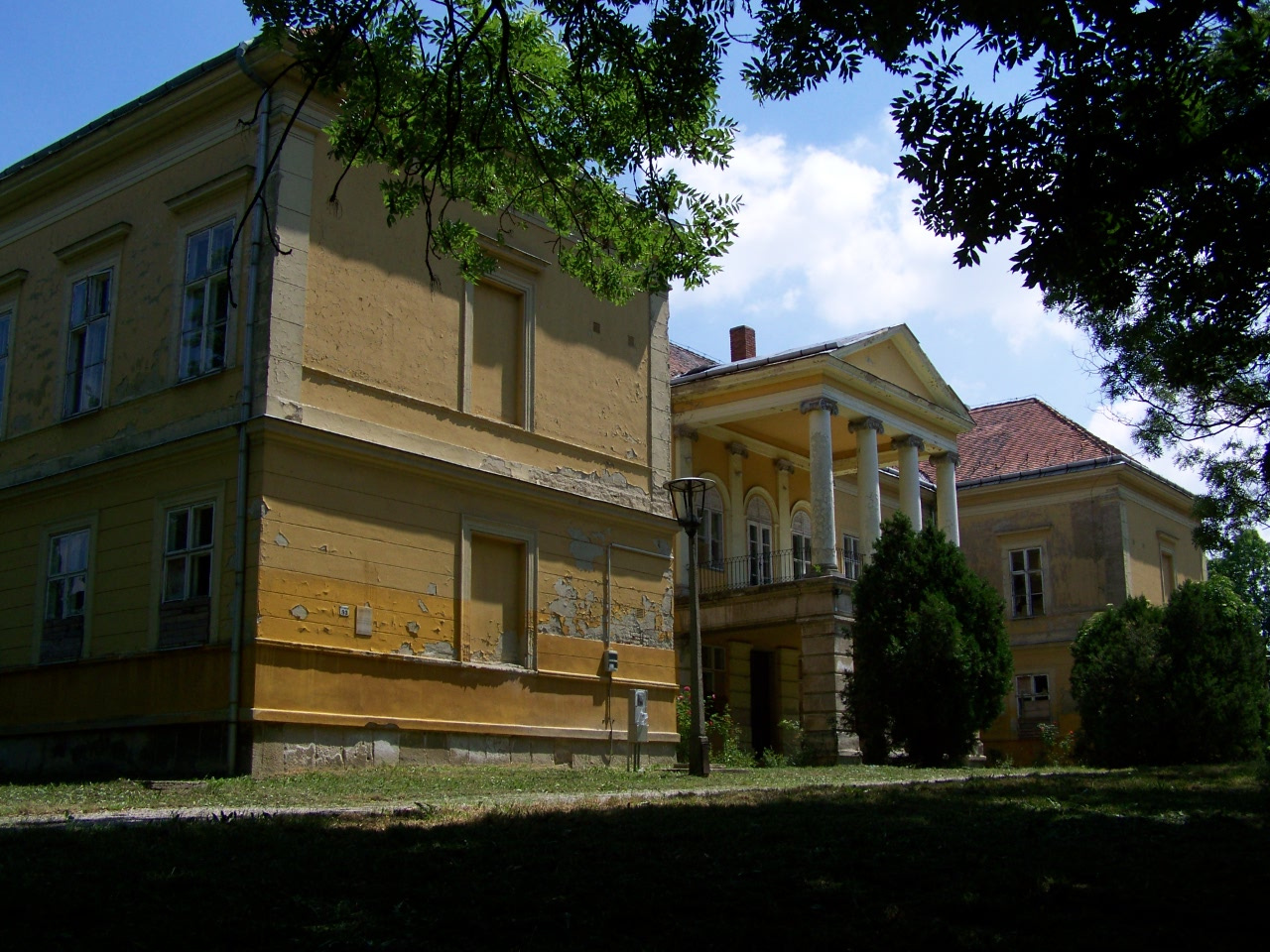
A bodajki Lamberg-kastély